# Байкадам (Актюбинская область)
Байкадам (каз. Байқадам) — село в Шалкарском районе Актюбинской области Казахстана. Административный центр сельского округа имени Есета Котибарова. Находится примерно в 58 км к юго-западу от города Шалкар, административного центра района, на высоте 171 метра над уровнем моря. Код КАТО — 156439100.

## Население
В 1999 году население села составляло 943 человека (494 мужчины и 449 женщин). По данным переписи 2009 года, в селе проживало 809 человек (413 мужчин и 396 женщин).